# Diane English
Diane English (Buffalo, 18 maggio 1948) è una sceneggiatrice, regista e produttrice televisiva statunitense, nota soprattutto per aver creato e prodotto la serie televisiva Murphy Brown.

## Biografia
Figlia di Richard e Anne English, studia presso la Nardin Academy e al Buffalo State College. È stata creatrice e produttrice della sit-com Murphy Brown, con protagonista Candice Bergen, andata in onda dal 1988 al 1998, per la quale ha vinto diversi premi. La sua decisione di far avere un figlio al di fuori del matrimonio alla protagonista della serie ha suscitato diverse polemiche. Il vice presidente Dan Quayle ha disapprovato la sua decisione, sostenendo l'importanza della figura paterna nella crescita di un bambino. Quayle ha trovato l'appoggio nel fratello della English, Richard English, un pastore battista di Western New York.
Nel 2007 debutta alla regia con il film tutto al femminile The Women, remake contemporaneo del classico di George Cukor Donne.